# Kanton Nanterre-Sud-Ouest
Kanton Nanterre-Sud-Ouest (fr. Canton de Nanterre-Sud-Ouest) je francouzský kanton v departementu Hauts-de-Seine v regionu Île-de-France. Tvoří ho jihozápadní část města Nanterre.